# Ли Иносанто, Диана
Диана Ли Иносанто (англ. Diana Lee Inosanto, род. 29 мая 1966 года) — американская актриса

, женщина-каскадёр, инструктор боевых искусств, автор, режиссёр, продюсер фильмов.

## Ранние годы
Диана Ли Иносанто родилась в городе Торрансе, в Калифорнии, выросла в городе Карсоне. Диана — дочь актёра и каскадёра Дэна Иносанто и крестница Брюса Ли.

## Карьера

### Инструктор боевых искусств
Диана выросла в окружении инструкторов боевых искусств, которые являлись её родственниками, поэтому с детства она практиковала много форм джиткундо и филиппинских боевых искусств. Этому её обучали её отец Дэн Иносанто, а также её крёстный отец Брюс Ли. Она появлялась на обложках многих журналов, посвящённых боевым искусствам, таких как «Чёрный пояс», «Боевые искусства», «О карате», «Самооборона», «О Кунг-Фу».

### Работа в театре
Иносанто является членом Азиатско-американской театральной труппы в театре Южной Калифорнии. В 2008 году она была также задействована в работе над мировой премьерой постановки «Будь как вода», поставленной Дэном Вонгом.

## Личная жизнь
Замужем за инструктором боевых искусств, каскадёром и учеником Дэна Иносанто — Роном Балики.

## Фильмография
| Год       |   | Русское название                    | Оригинальное название    | Роль                      |
| --------- | - | ----------------------------------- | ------------------------ | ------------------------- |
| 1986—1987 | с | Детективное агентство «Лунный свет» | Moonlighting             | разные персонажи          |
| 1996      | ф | Не называй меня малышкой            | Barb Wire                | сотрудница таможни        |
| 1998      | ф | Блэйд                               | Blade                    | вампирша в кровавой ванне |
| 1999      | с | Безумное телевидение                | Mad TV                   | шаловливая шлюшка         |
| 2000      | ф | —                                   | Life Streams             | Кэрол                     |
| 2002      | ф | Машина времени                      | The Time Machine         | Элои                      |
| 2003      | с | 10-8: Дежурные офицеры              | 10-8: Officers on Duty   | латиноамериканка          |
| 2005      | ф | Профи                               | The Vault                | Грейс                     |
| 2005      | ф | Знаки                               | The Prodigy              | Эш                        |
| 2008      | ф | Путь меча                           | The Sensei               | Карен О’Нил               |
| 2012      | с | —                                   | God Rewards the Fearless | Дайана                    |
| 2013      | ф | —                                   | Someone I Used to Know   | гуру                      |
| 2014      | с | Хоуп: Последний паладин             | Hope: The Last Paladin   | Элизабет Эванс            |
| 2016      | с | Кирби Бакетс                        | Kirby Buckets            | гигиенист                 |
| 2016      | ф | Последняя поездка                   | The Last Tour            | тётя Лили                 |
| 2020      | с | Мандалорец                          | The Mandalorian          | Морган Элсбет             |
| 2023      | с | Асока                               | Ahsoka                   | Морган Элсбет             |